# Calauag
Calauag ist eine philippinische Stadtgemeinde in der Provinz Quezon. Sie hat 73.139 Einwohner (Zensus 1. August 2015). Die Gemeinde liegt im Süden der Bucht von Lamon und ist von Manila und der Bicol-Region aus über den Marhalika Highway erreichbar.
Calauag verfügt auch über einen Verkehrshalt der Eisenbahn, diese verbindet die Gemeinde mit der Bicol-Region und der Hauptstadtregion Metro Manila. Die täglichen Eisenbahnverbindungen wird von der Philippine National Railways betrieben. Auf dem Gebiet der Gemeinde liegen die Naturschutzgebiete Calauag Watershed Reservation und Teile des Lopez Watershed Forest Reserve.

## Baranggays
Calauag ist politisch in 81 Baranggays unterteilt.
| - Agoho - Anahawan - Anas - Apad Lutao - Apad Quezon - Apad Taisan - Atulayan - Baclaran - Bagong Silang - Balibago - Bangkuruhan - Bantolinao - Barangay I (Pob.) - Barangay II (Pob.) - Barangay III (Pob.) - Barangay IV (Pob.) - Barangay V (Pob.) - Bigaan - Binutas - Biyan - Bukal - Buli - Dapdap - Dominlog - Doña Aurora - Guinosayan - Ipil | - Kalibo (Santa Cruz) - Kapaluhan - Katangtang - Kigtan - Kinamaligan - Kinalin Ibaba - Kinalin Ilaya - Kumaludkud - Kunalum - Kuyaoyao - Lagay - Lainglaingan - Lungib - Mabini - Madlangdungan - Maglipad (Rosario) - Maligaya - Mambaling - Manhulugin - Marilag (Punaya) - Mulay - Pandanan - Pansol - Patihan - Pinagbayanan - Pinagkamaligan - Pinagsakahan | - Pinagtalleran - Rizal Ibaba - Rizal Ilaya - Sabang I - Sabang II - Salvacion - San Quintin - San Roque Ibaba - San Roque Ilaya - Santa Cecilia - Santa Maria - Santa Milagrosa - Santa Rosa - Santo Angel (Pangahoy) - Santo Domingo - Sinag - Sumilang - Sumulong - Tabansak - Talingting - Tamis - Tikiwan - Tiniguiban - Villa Magsino - Villa San Isidro - Viñas - Yaganak |